# Mefistofeles (opera)

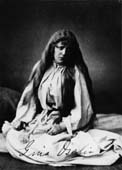
Den norska operasångerskan Gina Oselio som Margherita på Her Majesty's Theatre i London 1887.

Mefistofeles (italienska: Mefistofele) är en opera i en prolog och fyra akter med musik och text av Arrigo Boito. Libretto efter Goethes Faust. 

## Historia
Operan är en i raden av klassiska musikverk som bygger på Faustlegenden och Boito, i likhet med många andra, utgick från Goethes version. Han var en beundrare av Wagner och skrev därför librettot i dennes anda. Det dittills mest populära Faustverket var Gounods opera Faust, vilken Boito ansåg ytlig och ovärdig originalet. Han ansåg för övrigt att operakonsten i Italien överhuvudtaget höll en låg standard, men detta skulle han nu ändra på.
Mefistofeles hade urpremiär på La Scala i Milano den 5 mars 1868 med komponisten själv som dirigent. Publiken, som var ovan vid Boitos avantgardistiska musikstil, blev alltmera missnöjd. Dessutom var stycket alltför långt och när ridån till sist gick ner, en bra bit efter midnatt, stod ett klart att premiären blivit näst intill ett fiasko och operan lades ner efter endast två föreställningar. Boito började omedelbart att omarbeta operan genom att korta ner den radikalt, bland annat genom att stryka hela akt 4 och reducera akt 5 till en epilog. 
Den omarbetade versionen hade premiär den 4 oktober 1875 på Teatro Comunale di Bologna och blev en omedelbar framgång. Detta berodde dels på att operan nu efter omarbetningarna var mera traditionell och dels på att publiken hade börjat att acceptera verk i Wagners stil. En ny version med ytterligare smärre omarbetningar hade premiär i Venedig den 13 maj 1876. Därefter följde uppsättningar i London och Boston innan Boito presenterade sin slutliga version av operan i Milano 1881. Den spelas alltjämt i våra dagar och finns även i flera inspelningar.
Den svenska premiären ägde rum på Stockholmsoperan den 26 februari 1883.

## Personer
- Mefistofeles (bas)
- Faust (tenor)
- Margherita (sopran)
- Elena (sopran)
- Marta (mezzosopran)
- Wagner (baryton)
- Pantalis (sopran)
- Nerero (tenor)

## Handling
Prolog

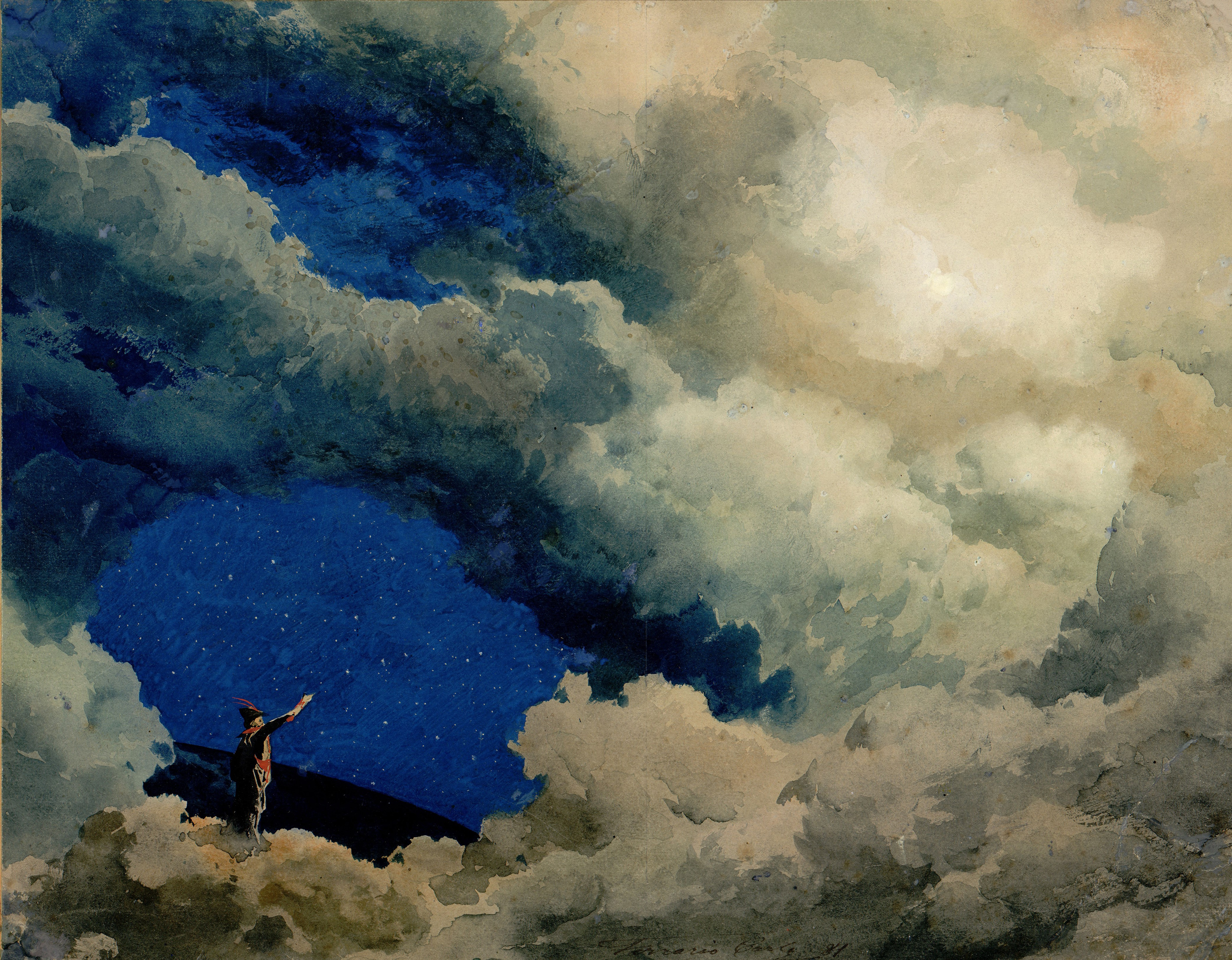
Skiss för scenografin i prologen

Mefistofeles antar utmaningen att bli herre över Fausts själ. Därefter följer ett scherzo av änglar och sedan en kör av botgörare från jorden.
Akt I
Mefistofeles kommer in i Fausts studerkammaren och sluter avtalet med honom: hans själ för en timme av fullständig frid och fullständig kunskap.
Akt II
I en trädgård ser man de förälskade Faust och Margherita. Mefistofeles för dem till häxsabbaten på berget Brocken, där Faust i en vision ser Margherita i bojor.
Akt III
Margherita i fängelset, ensam, övergiven och från sina sinnen. Hon dör och Faust kan inte göra något för att hjälpa henne.
Akt IV
I en vision, ur andra delen av Goethes drama, symboliseras föreningen av klassisk grekisk och modern tysk kultur. Mefistofeles tar med sig Faust till Valborgsmässoafton där han får älska Helena av Troja.
Epilog
Faust återvänder till sitt sanna jag, vänder sig till religionen och faller inte för Mefistofeles frestelser. Han dör med en frälst själ.

## Berömda arior
- Akt 1. Dai campi dai prati (Faust)
- Akt 3. L'altra notte (Margherita)
- Epilogen Giunto sul passo (Faust)